# Dach (singel)
Dach – piosenka i pierwszy singel promujący wspólny album polskich wykonawców: producenta muzycznego Tabba i chóru gospel Sound’n’Grace. Został wydany przez Gorgo/MyMusic dnia 12 stycznia 2015 (forma cyfrowa), a w postaci promocyjnej radiowej – 19 stycznia 2015. Singel uzyskał status podwójnie platynowej płyty za sprzedaż powyżej 40000 egzemplarzy.

## Notowania
- AirPlay Top: 3
- Gorąca 20 Eska: 1
- RMF FM: 1
- SLiP: 2